# Stathmostelma pedunculatum
Stathmostelma pedunculatum är en oleanderväxtart som beskrevs av Karl Moritz Schumann. Stathmostelma pedunculatum ingår i släktet Stathmostelma och familjen oleanderväxter. Inga underarter finns listade i Catalogue of Life.